# Kameleon krępy
Kameleon krępy, kameleon Parsona (Calumma parsonii) – endemiczny gatunek gada z rodziny kameleonowatych (Chamaeleonidae). Występuje jedynie w izolowanych obszarach lasu pierwotnego na północy i wschodzie Madagaskaru. Nazwa gatunkowa honoruje Jamesa Parsonsa – brytyjskiego lekarza, który jako pierwszy opisał tę jaszczurkę.

## Morfologia
Wielkość:

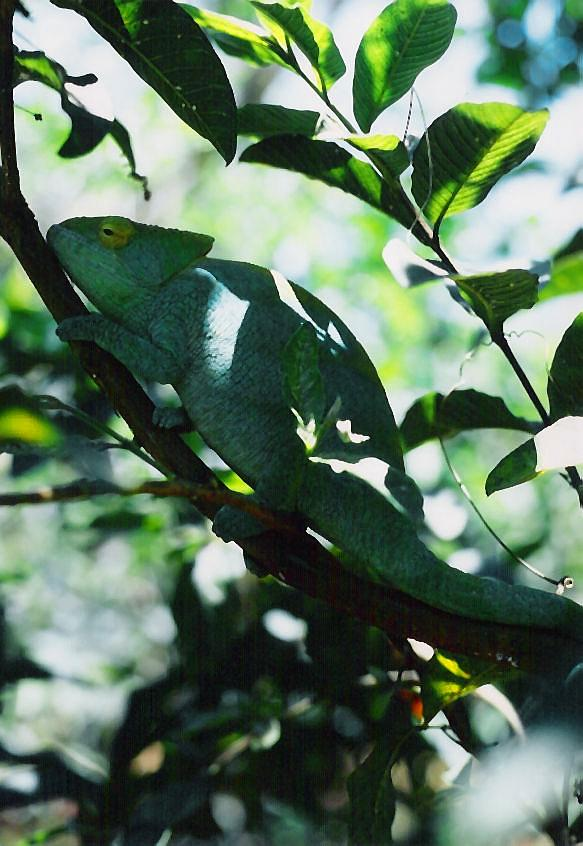
Samica

Kameleon krępy to jeden z największych (obok kameleona olbrzymiego) przedstawicieli rodziny kameleonowatych. Istnieją dwa podgatunki tego kameleona: większy – Calumma p. parsonii – osiąga długość do 68 cm i nie ma grzebienia na grzbiecie; natomiast mniejszy Calumma p. cristifer osiąga 47 cm i posiada niewielki grzebień.
Ubarwienie:
Znanych jest kilka odmian ubarwienia samców z gatunku Calumma parsonii, ale nie ustalono, czy ma to związek z polimorfizmem tych zwierząt, czy też są one „przypisane” do konkretnego podgatunku. Ogólnie wyróżnia się następujące zróżnicowanie ze względu na ubarwienie:
- pomarańczowookie – samce są stosunkowo niewielkie, barwy zielonej lub turkusowej i z żółtawymi lub pomarańczowymi powiekami;
- żółtouste – są nieco większe, tej samej barwy co pomarańczowookie, ale z żółtawym pyszczkiem;
- żółte olbrzymy – są duże i barwy żółtawej, przy czym pod wpływem stresu barwa staje się ciemniejsza;
- zielone olbrzymy – są także duże, ale barwy całkowicie zielonej;

Samice z kolei są mniejsze od każdego „wariantu” samca i najczęściej barwy zielonkawej, żółtawej lub brązowo-pomarańczowej.

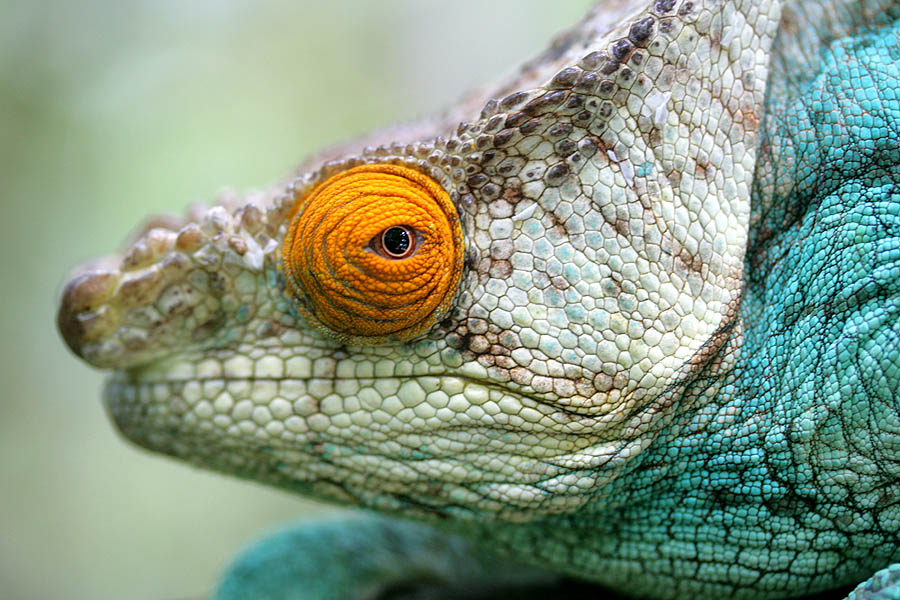
Głowa samca

Samce mają także w odróżnieniu od samic wyrostki nad oczami przypominające rogi.

## Ochrona
Wszystkie gatunki z rodzaju Calumma wpisane są do II Załącznika konwencji CITES o ochronie gatunków zagrożonych, co oznacza, że handel nimi jest uregulowany prawem międzynarodowym, podlega ograniczeniom i wymaga zezwoleń. Kameleon krępy jest chroniony przez malgaskie prawo, a ponadto w 1995 roku wywóz tego gatunku z Madagaskaru został zawieszony.